# 你是我眼中的那道光
是2024年上映的剧情片，由印度、法国、卢森堡、荷兰及意大利五国联合制作，帕亚尔·卡帕迪亚执导及编剧，卡妮·库斯鲁提、迪芙亚·普拉巴、查哈·卡达姆和赫里杜·哈龙主演。电影于2024年5月23日在第77屆坎城影展首映，是1994年以来第一次入围戛纳主竞赛单元的印度作品，最终获得评审团大奖。2024年12月3日榮獲美國哥譚獎「最佳國際電影」大獎。

## 剧情
故事聚焦于生活在孟买的馬拉亞利族护士普拉巴和阿努，两人关系出现问题。最近，她们踏上了前往海滨小镇的公路之旅。在那里，一座神秘的森林成为了他们实现梦想的空间。

## 演员
- 卡妮·库斯鲁提（英语：Kani Kusruti） 饰 普拉巴（Prabha）
- 迪芙亚·普拉巴（英语：Divya Prabha） 饰 阿努（Anu）
- 查哈·卡达姆（英语：Chhaya Kadam） 饰 帕尔瓦茜（Parvathy）
- 赫里杜·哈龙（Hridhu Haroon）饰 什兹（Shiz）
- 阿齐斯·内杜曼贾德（英语：Azees Nedumangad） 饰 马诺伊医生（Dr. Manoj）
- 婷杜莫尔·约瑟夫（Tintumol Joseph）饰 夏内特护士（Nurse Shanet）

## 制作
电影由法国Petit Chaos的托马斯·哈基姆和朱利安·格拉夫联合印度Chalk & Cheese Films、Another Birth、荷兰BALDR Film、卢森堡Les Films Fauves、意大利Pulpa Films及法国Arte France Cinéma共同制片。2018年，哈基姆在第68屆柏林影展遇到导演卡帕迪亚。本片是Chalk & Cheese Films制作的第一部电影，过去九年他们都是在拍广告。
卡帕迪亚利用胡布·巴尔斯基金会及电影基金会的奖金待在欧洲，与哈基姆共同规划电影的制片工作。此外，德法公共电视台、Cineworld、法国国家电影中心、Condor、欧洲影像公司、甘氏基金会（Gan Foundation）、Luxbox、Pulpa Film及Visions Sud Est也参与电影融资。
电影拍摄工作于印度孟买及勒德纳吉里进行。

## 发行
电影入选第77屆坎城影展主竞赛单元，2024年5月23日在电影节上全球首映，获得全场起立鼓掌八分钟。本片是自1994年《自己的他人》以来第一部入选戛纳主竞赛单元的印度电影，卡帕迪亚是入围主竞赛单元是第一位印度女性导演。最终电影获得印度第一个戛纳评审团大奖。
雅努斯电影与Sideshow拿下电影北美发行权。

## 反响

### 专业评价
根据評論匯總网站爛番茄汇总的146篇评论文章，100%的评论家给予该作正面评价，平均打分为8.5分（满分10分）。在Metacritic上，35位影評人共給予了93分的分數（滿分100分），這部電影獲得了「一致好評」。电影获得影评人普遍好评。

### 奖项
| 大奖                            | 颁奖日期       | 奖项                                        | 获得者           | 结果   | 参考资料 |
| ------------------------------- | -------------- | ------------------------------------------- | ---------------- | ------ | -------- |
| 第77屆坎城影展                  | 2024年5月24日  | 金棕榈奖                                    | 帕亚尔·卡帕迪亚  | 提名   | [ 15 ]   |
| 第77屆坎城影展                  | 2024年5月24日  | 评审团大奖                                  | 帕亚尔·卡帕迪亚  | 獲獎   | [ 16 ]   |
| 第77屆坎城影展                  | 2024年5月24日  | 法国艺术院线联盟电影艺术与随笔奖 – 特别提及 | 帕亚尔·卡帕迪亚  | 獲獎   | [ 17 ]   |
| 第29屆聖地牙哥影評人協會獎      | 2024年12月9日  | 最佳外語片                                  | 不適用           | 獲獎   |          |
| 第37屆芝加哥影評人協會獎        | 2024年12月11日 | 最佳外語片                                  | 不適用           | 獲獎   |          |
| 第37屆芝加哥影評人協會獎        | 2024年12月11日 | 米洛斯·斯蒂利克獎之具潛力的電影製作人       | 帕亞·卡帕迪亞    | 提名   |          |
| 第21屆聖路易斯影評人協會獎      | 2024年12月15日 | 最佳外語片                                  | 不適用           | 提名   |          |
| 第23屆三藩市灣區影評人協會獎    | 2024年12月15日 | 最佳國際劇情片                              | 不適用           | 提名   |          |
| 第30屆達拉斯—沃斯堡影評人協會獎 | 2024年12月18日 | 最佳外語片                                  | 不適用           | 第三名 |          |
| 第29屆佛羅里達影評人協會獎      | 2024年12月21日 | 最佳外語片                                  | 不適用           | 獲獎   |          |
| 第29屆佛羅里達影評人協會獎      | 2024年12月21日 | 最佳導演                                    | 帕亞·卡帕迪亞    | 提名   |          |
| 第29屆佛羅里達影評人協會獎      | 2024年12月21日 | 最佳整體演出                                | 不適用           | 提名   |          |
| 第82屆金球獎                    | 2025年1月5日   | 最佳外語片                                  | 不適用           | 提名   |          |
| 第82屆金球獎                    | 2025年1月5日   | 最佳導演                                    | 帕亞·卡帕迪亞    | 提名   |          |
| 第96屆國家評論協會獎            | 2025年1月7日   | 五大國際電影                                | 不適用           | 獲獎   |          |
| 第50屆洛杉磯影評人協會獎        | 2025年1月11日  | 最佳外語片                                  | 不適用           | 獲獎   |          |
| 第45屆倫敦影評人協會獎          | 2025年2月2日   | 年度電影                                    | 不適用           | 提名   |          |
| 第45屆倫敦影評人協會獎          | 2025年2月2日   | 年度外語片                                  | 不適用           | 獲獎   |          |
| 第30屆評論家選擇獎              | 2025年2月7日   | 最佳外語片                                  | 不適用           | 提名   |          |
| 第78屆英國電影學院獎            | 2025年2月16日  | 最佳非英語電影                              | 不適用           | 提名   |          |
| 第40屆獨立精神獎                | 2025年2月22日  | 最佳國際電影                                | 不適用           | 提名   |          |
| 第28屆多倫多影評人協會獎        | 2025年2月24日  | 最佳導演                                    | 帕亞·卡帕迪亞    | 亚军   |          |
| 第28屆多倫多影評人協會獎        | 2025年2月24日  | 最佳原創劇本                                | 帕亞·卡帕迪亞    | 獲獎   |          |
| 第28屆多倫多影評人協會獎        | 2025年2月24日  | 最佳外語片                                  | 不適用           | 獲獎   |          |
| 第18屆亞洲電影大獎              | 2025年3月16日  | 最佳電影                                    | 不適用           | 獲獎   |          |
| 第18屆亞洲電影大獎              | 2025年3月16日  | 最佳導演                                    | 帕亞·卡帕迪亞    | 提名   |          |
| 第18屆亞洲電影大獎              | 2025年3月16日  | 最佳編劇                                    | 帕亞·卡帕迪亞    | 提名   |          |
| 第18屆亞洲電影大獎              | 2025年3月16日  | 最佳女主角                                  | 卡妮·庫斯魯蒂    | 提名   |          |
| 第18屆亞洲電影大獎              | 2025年3月16日  | 最佳女配角                                  | 迪維亞·普拉巴    | 提名   |          |
| 第18屆亞洲電影大獎              | 2025年3月16日  | 最佳剪接                                    | Clément PINTEAUX | 提名   |          |